# 程元谭
程元谭（245年—325年），洛阳人。晋朝大臣、新安程氏始迁祖。
据宋代程氏家谱记载，程元谭系商末周初的程姓开宗始祖程伯符第45代孙，出生于三国时期（蜀汉延熙八年，孙吴赤乌八年，曹魏正始六年，245年），出生地在洛阳的上程聚。西晋时任广平郡太守。晋怀帝永嘉五年（311年），匈奴汉赵攻破洛阳。晋愍帝建兴四年（316年）十二月十一日，汉赵刘曜又攻克长安，俘获晋愍帝，西晋灭亡。程元谭遂弃官，徙步投奔归顺已迁居建鄴（今南京）的琅邪王司马睿。晋元帝大兴元年（318年），自东阿衣冠南渡。大兴三年（320年），程元谭以襄州刺史身份代理新安郡太守。

程元谭任新安太守期间，实行仁政，百姓安居乐业。永昌元年(322年）程元谭任期期满，新安百姓遮道挽留。晋元帝下诏褒奖，并让他继续留任新安太守。后卒于任上，享年八十一岁。去世后晋明帝赐其子孙田宅于歙县城西的篁墩，尊程元谭为新安程氏始迁祖。宋代又追封程元谭为忠祐公。
目前关于程元谭最早的文献记载是北宋庆历三年（1043年）编纂的《程氏世谱》。
程元谭娶东海徐进之女，生二子：程彪、程超。